# 모나 파스트볼
모나 파스트볼(노르웨이어: Mona Fastvold, 1981년 3월 7일 ~ )은 노르웨이의 영화 감독, 배우이다. 단역 배우로 활동하다가 2014년 제30회 선댄스 영화제에 영화 《몽유병자》(The Sleepwalker)를 출품하며 감독으로 데뷔했다.
같은 노르웨이 출신 싱어송라이터 손드레 레르케와 2005년 결혼했으나 2013년 이혼했다. 연출 데뷔작 《몽유병자》 이후 출연 배우였던 브레이디 코베이와 연애를 시작했으며 2014년 득녀했다.

## 작품 목록
- 슬립워커 (2014) - 연출
- 더 차일드후드 오브 어 리더 (2015) - 각본
- 야생마와 죄수 (2019) - 각본
- 다가올 세상 (2020) - 연출
- 브루탈리스트 (2024) - 각본
- 더 테스터먼트 오브 앤 리 (2025) - 연출, 각본